# Howards End
Howards End (en España, Regreso a Howards End; en Hispanoamérica,  El final del verano o La mansión Howard) es una película dramática británica de 1992 dirigida por James Ivory y basada en la novela La mansión, de E. M. Forster.

## Argumento
Ambientada en Gran Bretaña durante la época eduardiana.
Ruth Wilcox se hace amiga de una joven llamada Margaret, a quien deja en herencia su casa de campo, Howards End. La hermana de Margaret, Helen, se enamora de un empleado de la empresa Porfirius que deja su trabajo por el consejo erróneo y precipitado del viudo de Ruth, el señor Wilcox, con quien Margaret accede a casarse. Poco después, Helen queda embarazada.

## Comentario
Es la tercera adaptación de E. M. Forster (Edward Morgan Forster) emprendida por James Ivory en la que se detecta una denuncia de los abusos de unas clases dirigentes irresponsables y que modifican frívolamente la vida de los demás, cambiando su curso, jugando con ella como si fuese un juguete del cual disponer. Una sociedad de la que Margaret se horroriza –tal como expresa un primer plano de ella mirándose en el espejo y comprendiendo que va a usar las mismas estratagemas– y que oculta sus trapos sucios con pulido cuidado: Mr. Wilcox en su juventud tuvo una aventura con la mujer del amante de Helen, por aquel entonces una prostituta (Ivory prepara al espectador para esa escena relacionando a ambos personajes a través de un montaje que anuncia la interrelación de ambas historias).
Con un estilo elíptico y clásico, Howards End es recordada sobre todo por suponer la consagración de Emma Thompson en el arte cinematográfico.

## Elenco
- Emma Thompson como Margaret Schlegel.
- Helena Bonham Carter como Helen Schlegel.
- Anthony Hopkins como Henry Wilcox.
- Vanessa Redgrave como Ruth Wilcox.
- James Wilby  como Charles Wilcox.
- Samuel West como Leonard Bast.
- Prunella Scales como Tía July.
- Jemma Redgrave como Evie Wilcox.
- Joseph Bennett como Paul Wilcox.
- Ian Latimer como Jefe de estación.
- Mary Nash como Pianista.

## Premios y nominaciones

### Óscar
| Categoría                 | Nominado                      | Resultado |
| ------------------------- | ----------------------------- | --------- |
| Mejor película            | Ismail Merchant               | Nominado  |
| Mejor director            | James Ivory                   | Candidato |
| Mejor actriz              | Emma Thompson                 | Ganadora  |
| Mejor actriz de reparto   | Vanessa Redgrave              | Nominada  |
| Mejor dirección artística | Luciana Arrighi Ian Whittaker | Ganadores |
| Mejor guion adaptado      | Ruth Prawer Jhabvala          | Ganadora  |
| Mejor fotografía          | Tony Pierce-Roberts           | Nominado  |
| Mejor diseño de vestuario | Jenny Beavan John Bright      | Nominados |
| Mejor banda sonora        | Richard Robbins               | Nominado  |

### Globos de oro
| Categoría              | Nominado               | Resultado |
| ---------------------- | ---------------------- | --------- |
| Mejor película - Drama | Mejor película - Drama | Nominada  |
| Mejor director         | James Ivory            | Nominado  |
| Mejor actriz - Drama   | Emma Thompson          | Ganadora  |
| Mejor guion            | Ruth Prawer Jhabvala   | Ganadora  |

### BAFTA
| Categoría                     | Nominado                 | Resultado |
| ----------------------------- | ------------------------ | --------- |
| Mejor película                | Ismail Merchant          | Ganador   |
| Mejor director                | James Ivory              | Candidato |
| Mejor actriz                  | Emma Thompson            | Ganadora  |
| Mejor actor de reparto        | Samuel West              | Nominado  |
| Mejor actriz de reparto       | Helena Bonham Carter     | Nominada  |
| Mejor guion adaptado          | Ruth Prawer Jhabvala     | Nominada  |
| Mejor fotografía              | Tony Pierce-Roberts      | Nominado  |
| Mejor maquillaje y peluquería | Christine Beveridge      | Nominado  |
| Mejor montaje                 | Andrew Marcus            | Nominado  |
| Mejor diseño de vestuario     | Jenny Beavan John Bright | Nominados |
| Mejor diseño de producción    | Luciana Arrighi          | Nominada  |